# Kevin Volland
Kevin Volland (* 30. Juli 1992 in Marktoberdorf) ist ein deutscher Fußballspieler. Der Stürmer steht seit August 2025 bei TSV 1860 München unter Vertrag.

## Karriere

### Jugend
Volland begann 1995 beim FC Thalhofen mit dem Fußballspielen, sein jüngerer Bruder war ebenfalls für den Verein aktiv. Nach 10 Jahren wechselte er 2005 in die C-Jugend des FC Memmingen, die in der Bayernliga – der damals höchsten Spielklasse – spielte. Nach dem Abstieg 2006 ging der Angreifer zur TSG Thannhausen, um weiter in der höchsten Liga spielen zu können. Im Sommer 2007 trat er ins Nachwuchsleistungszentrum des TSV 1860 München ein, in dessen Jugendinternat er wohnte. Am 16. Oktober 2008 gab er sein Debüt im Dress des DFB, als er für die deutsche U17 von Beginn an gegen die tschechische U17-Auswahl spielte. Auch drei Tage später gegen Russland stand er in der Startaufstellung. Bis zu seinem nächsten Einsatz in der deutschen U17 verging über ein Jahr. Im Herbst 2009 gehörte er zum deutschen Aufgebot bei der WM in Nigeria. Er kam im letzten Vorrundenspiel gegen Honduras zum Einsatz, in dem er auch sein einziges Tor für die deutsche U17 erzielte, und im Achtelfinale, in dem die Mannschaft am späteren Turniersieger Schweiz scheiterte.
Bereits Ende Juli 2009 war Volland erstmals für die deutsche U18 aufgelaufen. Beim Milk Cup bestritt er alle drei Spiele und schoss in den Spielen gegen die U20 Nordirlands, die U19 der USA und die bulgarische U20 jeweils ein Tor. Bis Mai 2010 spielte er noch fünfmal für die U19 und schoss dabei zwei Tore. Im Verein war er in der Spielzeit 2009/10 Stammspieler der U19. In 23 Bundesligaspielen erzielte er sieben Tore. Zweimal saß er in der Regionalliga Süd auf der Bank der U23, wurde aber nicht eingewechselt.

### Anfänge im Profifußball

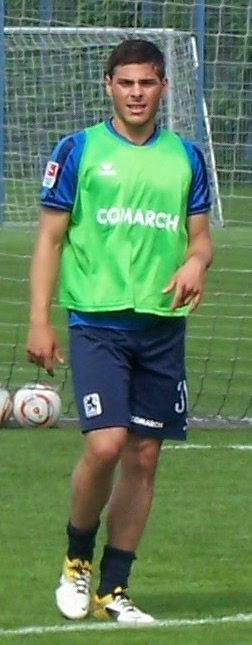
Volland beim Training mit 1860 München (2011)

Zur Vorbereitung auf die Spielzeit 2010/11 holte ihn Trainer Reiner Maurer zusammen mit den weiteren A-Jugendlichen Moritz Leitner, Daniel Hofstetter und Markus Ziereis zu den Profis des TSV 1860. Volland absolvierte die Saisonvorbereitung mit der ersten Mannschaft und kam in zwölf von 14 Spielen zum Einsatz. Am 14. August 2010 gab er wie Leitner sein Pflichtspieldebüt für 1860, als er im DFB-Pokalspiel beim SC Verl eingewechselt wurde. Im Anschluss kam er zweimal für die U19 und dreimal für die Zweitvertretung der Sechziger zum Einsatz, wobei er für die U19 zwei und für die U23 vier Tore erzielte. Sein erstes Spiel für die Profimannschaft in der 2. Bundesliga bestritt er am 26. September 2010, als er beim Spiel beim FC Augsburg eingewechselt wurde. Bis zur Winterpause folgten sechs weitere Kurzeinsätze.
In der Nationalmannschaft war Volland im Sommer zur U19 aufgestiegen. Am 18. August 2010 kam er beim Spiel gegen Belgien zu seinem ersten Einsatz, sein erstes Tor schoss er am 3. September gegen die Niederlande. Bis zum Winter wurde er noch fünfmal eingesetzt, wobei er vier Tore erzielte.
Im Januar 2011 unterschrieb Volland beim Bundesligisten TSG 1899 Hoffenheim einen bis 2015 laufenden Vertrag, blieb jedoch auf Leihbasis zunächst in München. Der Leihvertrag lief bis Sommer 2012, wobei Hoffenheim die Option besaß, ihn bereits im Winter 2011/12 fest zu sich zu holen. Beim Spiel beim VfL Osnabrück am 21. Januar 2011 stand er erstmals in der Startaufstellung des TSV 1860 und erzielte auch sein erstes Pflichtspieltor für den Verein. In den 15 restlichen Spielen der Saison stand Volland immer in der Startaufstellung. Er schoss in diesen Spielen fünf Tore und bereitete vier weitere vor. Nach dem Ende der Zweitligaspielzeit lief er nochmals für die U19 auf, die sich für die Endrunde der Deutschen Meisterschaft qualifiziert hatte. Er bestritt die beiden Halbfinalpartien gegen den 1. FC Kaiserslautern von Anfang an, in denen sich allerdings der FCK durchsetzte. Auch für die deutsche U19 spielte er in der Rückrunde noch dreimal und erzielte ein Tor.

### Etablierung bei 1860
Auch in die neue Spielzeit startete er als Stammspieler. In den ersten sechs Spielen schoss er vier Tore und bereitete zwei weitere vor. Am 31. August 2011 spielte er erstmals für die deutsche U20, für die er auch das erste Tor in der neuen Juniorennationalmannschaftsspielzeit erzielte. Bereits Anfang August hatte ihm der DFB die bronzene Fritz-Walter-Medaille in der Altersklasse U19 verliehen. Für die Spiele gegen Bosnien-Herzegowina und San Marino am 6. und 10. Oktober 2011 wurde er von Trainer Rainer Adrion erstmals in den Kader der deutschen U21 berufen, musste allerdings verletzungsbedingt absagen. Am 29. Februar 2012 kam er schließlich zu seinem ersten Einsatz für die deutsche U21, als er beim Spiel gegen Griechenland in der Schlussphase eingewechselt wurde.
Die TSG Hoffenheim nutzte die Option, Volland bereits im Winter zu sich zu holen, nicht. Volland war bis zur Winterpause der treffsicherste Spieler des TSV 1860; in 21 Pflichtspielen markierte er zehn Treffer und bereitete sechs weitere vor. Am Ende der Zweitligaspielzeit stand Volland mit 14 Toren an der Spitze der internen Torjägerliste und verwies seinen Sturmpartner Benjamin Lauth und Rechtsaußen Stefan Aigner mit je elf Treffern auf den zweiten Platz. Insgesamt erzielte Volland für 1860 in 57 Ligaspielen 19 Tore, in drei Pokalspielen traf er einmal.

### Wechsel nach Hoffenheim
Zur Spielzeit 2012/13 wechselte Volland schließlich in den Kraichgau und gehörte nun – eineinhalb Jahre nach der Verpflichtung – zum Aufgebot der TSG Hoffenheim. Am 3. November 2012 erzielte er in seinem zehnten Spiel sein erstes Bundesligator mit dem Treffer zum 1:0 beim 3:2-Heimsieg der Hoffenheimer gegen den FC Schalke 04. In seiner ersten Saison etablierte sich Volland als Stammspieler in Hoffenheim. In der Saison 2012/13 erzielte er in der Bundesliga sechs Tore und gab zwölf Vorlagen, in der Saison 2013/14 elf Tore und neun Vorlagen.
Am 24. Mai 2015 verlängerte er seine Vertragslaufzeit ein weiteres Mal vorzeitig bis 2019, nachdem er mit mehreren Vereinen in Verbindung gebracht worden war.
Am 22. August 2015 stellte er im Spiel gegen den FC Bayern München mit dem Treffer zum 1:0 nach neun Sekunden den Rekord für das schnellste Tor in der Bundesliga ein, den Karim Bellarabi am 23. August 2014 aufgestellt hatte.

### Wechsel nach Leverkusen
Zur Saison 2016/17 wechselte Volland zu Bayer 04 Leverkusen. Gleich in seiner ersten Saison spielte er mit Bayer in der Champions League, wo die Mannschaft im Achtelfinale gegen Atlético Madrid ausschied; einige Partien verpasste er aufgrund einer Rotsperre sowie muskulärer Probleme. In der Folgespielzeit wurde der Stürmer zum Stammspieler und konnte in 35 Pflichtspielen 14 Tore sowie vier Assists beisteuern. In der Saison 2018/19 spielte Volland mit Leverkusen in der Europa League, wo die Zwischenrunde erreicht wurde, und führte das Team zeitweise als stellvertretender Mannschaftskapitän an. Darüber hinaus gelangen ihm 15 Pflichtspieltore sowie 16 -vorlagen. Im Europa-League-Zwischenrundenhinspiel gegen den FC Porto (2:1) am 20. Februar 2020 zog sich der Angreifer eine Sprunggelenksverletzung zu und fiel langfristig aus; am 29. Spieltag Ende Mai 2020 stand er erstmals wieder im Spieltagskader.

### Wechsel nach Monaco
Volland wechselte Anfang September 2020 in die Ligue 1 zur AS Monaco und erhielt dort einen Vertrag mit einer Laufzeit über vier Jahre. In drei Spielzeiten war der Stürmer dort stets Stammspieler und erzielte 39 Tore in 115 Pflichtspieleinsätzen.

### Wechsel nach Berlin
Zur Saison 2023/24 wechselte Volland zurück in die Bundesliga und schloss sich dem Champions-League-Debütanten 1. FC Union Berlin an.

### Rückkehr zu 1860
Im April 2025 gab der TSV 1860 München bekannt, dass Volland in der Saison 2025/26 wieder zu 1860 zurückwechseln werde.

### A-Nationalmannschaft
Am 8. Mai 2014 nahm Bundestrainer Joachim Löw Volland in den vorläufigen Kader für die WM 2014 in Brasilien auf. Sein Länderspiel-Debüt in der A-Nationalmannschaft gab er am 13. Mai 2014 in Hamburg beim 0:0 im Test-Länderspiel gegen Polen. Bei der Nominierung des endgültigen deutschen Kaders für die WM wurde Volland nicht berücksichtigt.
Bei den Länderspielen gegen Gibraltar sowie gegen die spanische Elf jeweils im November 2014 kam er zu weiteren Einsätzen im DFB-Team. Er trug dabei aufgrund des Fehlens von Mesut Özil die Rückennummer 8. Beim 8:0-Sieg im WM-Qualifikationsspiel gegen San Marino am 11. November 2016 erzielte Volland sein erstes und bislang einziges Länderspieltor. Wenige Tage später kam er im Freundschaftsspiel in Mailand gegen Italien zum Einsatz.
In der Folge war er mehr als vier Jahre nicht mehr nominiert worden, bevor er im Mai 2021 eine Berufung für die deutsche Auswahl für die Europameisterschaft 2021 erhielt. Mit dem DFB-Team erreichte er bei dem Turnier das Achtelfinale, wo Deutschland gegen England ausschied.

## Sonstiges
Sein Vater ist der ehemalige Eishockeynationalspieler Andreas Volland. Auch Kevin hatte beim EV Füssen Eishockey gespielt, bevor er mit dem Fußballspielen begann.
Volland ist Vater einer im März 2018 und einer im Juli 2020 geborenen Tochter.
Zu seinen Hobbys zählen Gitarrespielen, Motorradfahren und Golf.
Im Herbst 2022 spendete Volland in Zusammenarbeit mit der Hilfsorganisation World Vision International das Geld für das Saatgut für eine Fläche von etwa 14.000 m² und landwirtschaftliche Hilfsmittel ins südostasiatische Bangladesch, um der dort herrschenden Ernährungsunsicherheit entgegenzuwirken, welche durch Naturkatastrophen und Dürren beeinträchtigt wird.